# Coffee & TV
«Coffee & TV» — песня британской рок-группы Blur, исполненная и написанная гитаристом группы Грэмом Коксоном. Дэймон Албарн выступил только в качестве бэк-вокалиста. 28 июня 1999 года песня была выпущена вторым синглом с альбома 13. В 2000 году сингл-версия «Coffee & TV» была включена в сборник Blur: The Best Of.
Несмотря на то, что «Coffee & TV» достигла только 11-го места в чарте Великобритании, она стала одной из самых хитовых песен Blur. Менеджер группы Крис Моррисон считал, что «Coffee & TV» не вошла в топ-10 потому, что некоторые продажи сингла не были зарегистрированы. Музыкальный стиль композиции значительно отличается от всего материала, представленного на альбоме 13, и похож на классический стиль Blur, хотя песня и содержит искажённые гитарные партии.

## Видеоклип

Кадр из клипа «Coffee & TV»

Клип снят режиссёрским дуэтом Hammer & Tongs. Трансляция видео по музыкальным телеканалам началась в июне 1999 года. В видеоклипе появился персонаж Милки — антропоморфная коробка молока, ставшая символом группы. В 1999 году Милки был продан на аукционе.
Видео рассказывает историю о живом пакете молока, который отправляется на поиски гитариста Blur Грэма Коксона, убежавшего из дома. На самой коробке напечатана фотография Коксона. Милки сталкивается со множеством опасностей во время своих поисков. Также он влюбляется в «женский» пакет земляничного молока, но та была раздавлена прохожим. В конце концов Милки находит Грэма Коксона в студии, в которой он вместе с группой Blur исполняет песню «Coffee & TV». Грэм Коксон замечает на мистере Милки свою фотографию, после чего он хватает его и направляется домой. Не доходя до дома Коксон выпивает молоко и выбрасывает пакет в мусорное ведро, тем самым убив Милки. Заключительные кадры клипа показывают встречу Коксона с семьёй. Тем временем душа Милки поднимается к небесам и по пути встречается с душой земляничной коробки молока.
Видео было положительно воспринято критиками и получило несколько премий в 1999 и 2000 году, включая премию от журнала NME и от MTV Europe. В 2005 году каналом Channel 4 видеоклип был определён на 17-е место в списке самых популярных клипов. В 2006 журнал Stylus Magazine поставил «Coffee & TV» на 32-е место в списке «100 лучших музыкальных видео всех времён». В аналогичном рейтинге от NME клип занял 20-ю строчку.

## Список композиций
- CD1

1. «Coffee & TV»
2. «Trade Stylee (Alex’s Bugman remix)»
3. «Metal Hip Slop (Graham’s Bugman remix)»

- CD2

1. «Coffee & TV»
2. «X-Offender (Damon / Control Freak’s Bugman remix)»
3. «Coyote (Dave’s Bugman remix)»

- Компакт-кассета

1. «Coffee & TV»
2. «X-Offender (Damon / Control Freak’s Bugman remix)»

- 12"

1. «Coffee & TV»
2. «Trade Stylee (Alex’s Bugman remix)»
3. «Metal Hip Slop (Graham’s Bugman remix)»
4. «X-Offender (Damon / Control Freak’s Bugman remix)»
5. «Coyote (Dave’s Bugman remix)»

- CD (Европа и Австралия)

1. «Coffee & TV»
2. «Trade Stylee (Alex’s Bugman remix)»
3. «Metal Hip Slop (Graham’s Bugman remix)»
4. «Coyote (Dave’s Bugman remix)»
5. «X-Offender (Damon / Control Freak’s Bugman remix)»

- CD (Япония)

1. «Coffee & TV»
2. «Tender (Cornelius remix)»
3. «Bugman»
4. «Trade Stylee (Alex’s Bugman remix)»
5. «Metal Hip Slop (Graham’s Bugman remix)»
6. «Coyote (Dave’s Bugman remix)»
7. «X-Offender (Damon / Control Freak’s Bugman remix)»

## Позиции в чартах
| Чарт (1999)    | Высшая позиция |
| -------------- | -------------- |
| Ирландия       | 26             |
| Великобритания | 11             |

## Участники
- Грэм Коксон — ведущий вокал, гитара
- Деймон Албарн — бэк-вокал, гитара, клавишные
- Алекс Джеймс — бас-гитара
- Дэйв Раунтри — ударные